# Оноре IV (князь Монако)
Оноре IV (фр. Honoré IV, 17 мая 1758, Париж — 16 февраля 1819, Париж) — шестой князь Монако, правивший в 1814—1819 годах.

## Биография
Оноре IV был старшим сыном князя Монако Оноре III и его супруги Марии Катерины Бриньоле-Сале.
В 1777 году он женился на Луизе д’Омон Мазарен (1759—1829), герцогине Мазарини (развелся в 1798). В этом браке у Оноре IV родились двое сыновей — в будущем князья Монако Оноре V и Флорестан.
В 1793 году Монако было занято французскими войсками и присоединено к Франции. Оноре IV был схвачен и заключён в одну из парижских тюрем, где полтора года находился в крайне тяжёлых условиях содержания, серьёзно подорвавших его здоровье.
После реставрации Бурбонов в 1814 году регентом Монако стал его брат Жозеф Гримальди .
Смог вступить во владение отцовским наследством в 1815 г. Из-за слабого здоровья Оноре IV с 1815 года княжеством на правах администратора правил его старший сын, будущий князь Оноре V.